# Polysphincta areolaris
Polysphincta areolaris är en stekelart som beskrevs av Julius Theodor Christian Ratzeburg 1844. Polysphincta areolaris ingår i släktet Polysphincta och familjen brokparasitsteklar. Inga underarter finns listade i Catalogue of Life.